# التارن
التارن (به سوئدی:Ältaren) دریاچه ای واقع در سودرمانلاند کشور سوئد است.